# The Jim Henson Company
The Jim Henson Company (anteriormente como Muppets, Inc., Henson Associates, Inc. y Jim Henson Productions, comúnmente conocida como Henson) es una compañía de entretenimiento norteamericana ubicado en Los Ángeles, California. La compañía es conocida por sus innovaciones en el campo de los títeres, particularmente a través de la creación de los personajes de Kermit the Frog y los Muppets.
Brian Henson se desempeña como presidente, mientras que Lisa Henson se desempeña como directora general. Desde el 2000, The Jim Henson Company tiene su sede en Jim Henson Company Lot, el histórico antiguo estudio de cine de Charlie Chaplin, en Hollywood.
La compañía fue fundada en 1958 por los titiriteros Jim y Jane Henson,  y actualmente es propiedad de sus hijos y es operada por ellos de forma independiente. Henson ha producido muchas series de televisión de éxito, como The Muppet Show (1976-1981), Fraggle Rock (1983-1987) y Bear in the Big Blue House (1997-2006); además, la compañía diseñó los personajes de los Muppets para Barrio Sésamo (1969-presente).
La compañía también ha producido películas teatrales, como The Muppet Movie (1979), The Dark Crystal (1982) y Labyrinth (1986). Henson también opera Jim Henson's Creature Shop, un estudio de animatronicos y efectos visuales que ha creado personajes y efectos tanto para producciones de Henson como para proyectos externos. En 1989, la compañía inició negociaciones de fusión con The Walt Disney Company, que fueron canceladas tras la muerte de Jim Henson en 1990. 
Posteriormente, el control de la empresa fue asumido por los hijos de Henson: Lisa, Cheryl, Brian, John y Heather Henson. En 2000, Henson fue vendido a la empresa de medios alemana EM.TV & Merchandising AG; Sin embargo, a fines de ese año, las acciones de EM.TV colapsaron y la familia Henson volvió a adquirir la empresa en 2003.
En el ínterin, EM.TV vendió los derechos a los títeres de Sesame Street a Sesame Workshop en 2001, después de un anuncio de diciembre de 2000. En 2004, Henson vendió The Muppets y las marcas comerciales asociadas, así como la serie Bear in the Big Blue House a Disney, pero conserva el resto de los otros personajes, la biblioteca de programas y los activos.
A partir de 2021, Brian, Lisa, Cheryl y Heather Henson mantienen el control de la empresa. Jane Henson murió en abril de 2013 y John Henson murió en febrero de 2014.
En febrero de 2025, la empresa designó a DeAPlaneta Entertainment como su distribuidor y licenciatario de varias propiedades de Henson en Europa y dejó la empresa en la primavera en Los Ángeles.

## Series infantiles
- Sam y Amigos (1955-1961)
- Sesame Street (1969-presente)
- The Muppet Show (1976-1981)
- Fraggle Rock (1983-1987)
- Muppet Babies (Con Toei Animation y Marvel Studios) (1984-1991)
- Fraggle Rock: La serie animada (1987-1988)
- Mother Goose Stories (1987-1990)
- The Ghost of Faffner Hall (1989)
- Dinosaurios (1991-1994)
- The Secret Life of Toys (1993)
- Dog City (1993-1996)
- CityKids (1993-1994)
- Animal Show with Stinky and Jake (1994-1997)
- Muppets Tonight (1996-1998)
- El Fabuloso Mundo de Dr. Seuss (1996-1998)
- Bear in The Big Blue House (1997-2006)
- Family Rules (1998)
- Construction Site (1999-2002)
- Donna's Day (1999-2002)
- Mopatop's Shop (1999-2000)
- Telling Stories with Tomie dePaola (2000-2001)
- The Hoobs (2000-2002)
- Animal Jam (2003)
- The Skrumps (2007)
- Frances (2008)
- Piyanimales (2008; 2010-presente)
- Sid el niño científico (2008-2013)
- Dinotren (2009-2021)
- Wilson y Ditch (2010)
- Doozers (2013-presente)
- Dot. (2016-presente).

## Series para adultos
- Farscape  (con Hallmark ) (1999-2003)[5]
- Cristal Oscuro: La era de la resistencia (2019-presente).

## Películas infantiles
- Muppet Musicians of Bremen (1972)
- The Muppet Valentine Special (1973)
- The Muppet Movie (Con ITC Entertainment) (1979)
- Emmet Otter's Jug-Band Christmas (1979)
- John Denver and the Muppets: A Christmas Together (1979)
- The Muppets Go Hollywood (1979)
- The Great Muppet Caper (Con ITC Entertainment) (1981)
- The Muppets Go to the Movies (1981)
- The Dark Crystal (1982)
- John Denver and the Muppets: A Rocky Mountain Holiday (1983)
- Henson's Place: The Man behind The Muppets (1984)
- Sesame Street presents: Follow that Bird (Con Warner Bros. Pictures y Sesame Workshop) (1985)
- The Christmas Toy (1986)
- The Muppets: A Celebration of 30 Years (1986)
- A Muppet Family Christmas (1987)
- Dog City (1989)
- Living with Dinosaurs (1989)
- Song of the Cloud Forest (1989)
- The Witches (Con Warner Bros. Pictures y Lorimar Film Entertainment) (1990)
- The Muppets Celebrate Jim Henson (1990)
- The Muppets at Walt Disney World (1990)
- Muppet·Vision 3D (Con Walt Disney Pictures) (1991)
- The Muppet Christmas Carol (Con Walt Disney Pictures) (1992)
- Muppet Classic Theater (1994)
- Muppet Treasure Island (Con Walt Disney Pictures) (1996)
- Buddy (Con Columbia Pictures) (1997)
- Muppets from Space (Con Columbia Pictures) (1999)
- The Adventures of Elmo in Grouchland (Con Columbia Pictures y Sesame Worshop) (1999)
- It's A Very Merry Muppet Christmas Movie (Con NBC Studios) (2002)
- Good Boy! (Con Metro-Goldwyn-Mayer) (2003)
- The Muppets' Wizard of Oz (Con Touchstone Television, The Muppets Studio y Fox Television Studios) (2005)
- Alexander and the Terrible, Horrible, No Good, Very Bad Day (Con Walt Disney Pictures) (2014)
- Pinocho de Guillermo del Toro (con Netflix) (2022)